# World of Warcraft: Legion
World of Warcraft: Legion (укр. Світ Воєнного ремесла: Легіон) — шосте доповнення до відеогри World of Warcraft, анонсоване 6 серпня 2015 року на Gamescom і випущене 30 серпня 2016.

## Нововведення
Доповнення продовжує історію всесвіту Warcraft та вводить новий клас ігрових персонажів — Мисливців на демонів (англ. Demon hunter). Також було додано нову зброю, артефакти, локації, серед яких Розколоті острови, рейди, нову PvP-систему та оплоти класів. Максимальний рівень персонажа підвищено зі 100 до 110 і відкрита можливість миттєво підвищити рівень одного з персонажів до 100.
Клас мисливців на демонів доступний тільки нічним та кривавим ельфам. Він передбачає дві спеціалізації: спустошення (англ. Havoc) і помста (англ. Vengeance). Всі класи отримали можливість створювати оплоти — об'єднання, що співпрацюють для досягнення спільної мети.

## Сюжет
Ґул'дан альтернативної часової лінії вигнаний з Дренору і відправлений Архімондом на Розколоті острови, щоб почати вторгнення Палаючого Легіону на Азерот. Там він знаходить і визволяє Іллідана Лютошторма, якого після битви в Чорному храмі Маєв Тінеспів закувала в кристал у склепі Вартових. Верховний маг Хадґар, дізнавшись про це, прямує до Штормовію, до короля Варіана Рінна, щоб попередити його про загрозу.
У гробниці грішного титана Сарґераса, де оригінальний Ґул'дан загинув у пошуках сили титана, його двійник відкриває портали до світів, давно захоплених Палаючим Легіоном, що дозволяє йому привести демонів на Азерот. Четверте вторгнення Легіону стало наймасштабнішим за всю історію світу.
Сили Орди та Альянсу, ослаблені після минулих подій, мають знайти реліквії титанів і кинути виклик Легіону. На битву приходять також послідовники Іллідана, мисливці на демонів.